# تازه‌کند علیا (مراغه)
تازه‌کند علیا یکی از روستاهای استان آذربایجان شرقی است که در دهستان قره ‌ناز بخش مرکزی شهرستان مراغه واقع شده‌است و بر اساس سرشماری مرکز آمار ایران در سال 1390،جمعیت آن 531 نفر و دارای 152خانوار بوده ‌است.